# Degoes
De degoes (Octodon) zijn een geslacht van zoogdieren uit de familie van de schijnratten (Octodontidae). De wetenschappelijke naam van het geslacht werd in 1823 gepubliceerd door Edward Turner Bennett.

## Soorten
Er worden 5 soorten in dit geslacht geplaatst:
- Octodon bridgesii Waterhouse, 1845
- Octodon degus (G. I. Molina, 1782) - Degoe
- Octodon lunatus Osgood, 1943
- Octodon pacificus Hutterer, 1994
- Octodon ricardojeda D'Elía et al., 2020